# Gärtnerei (Belvedere Weimar)

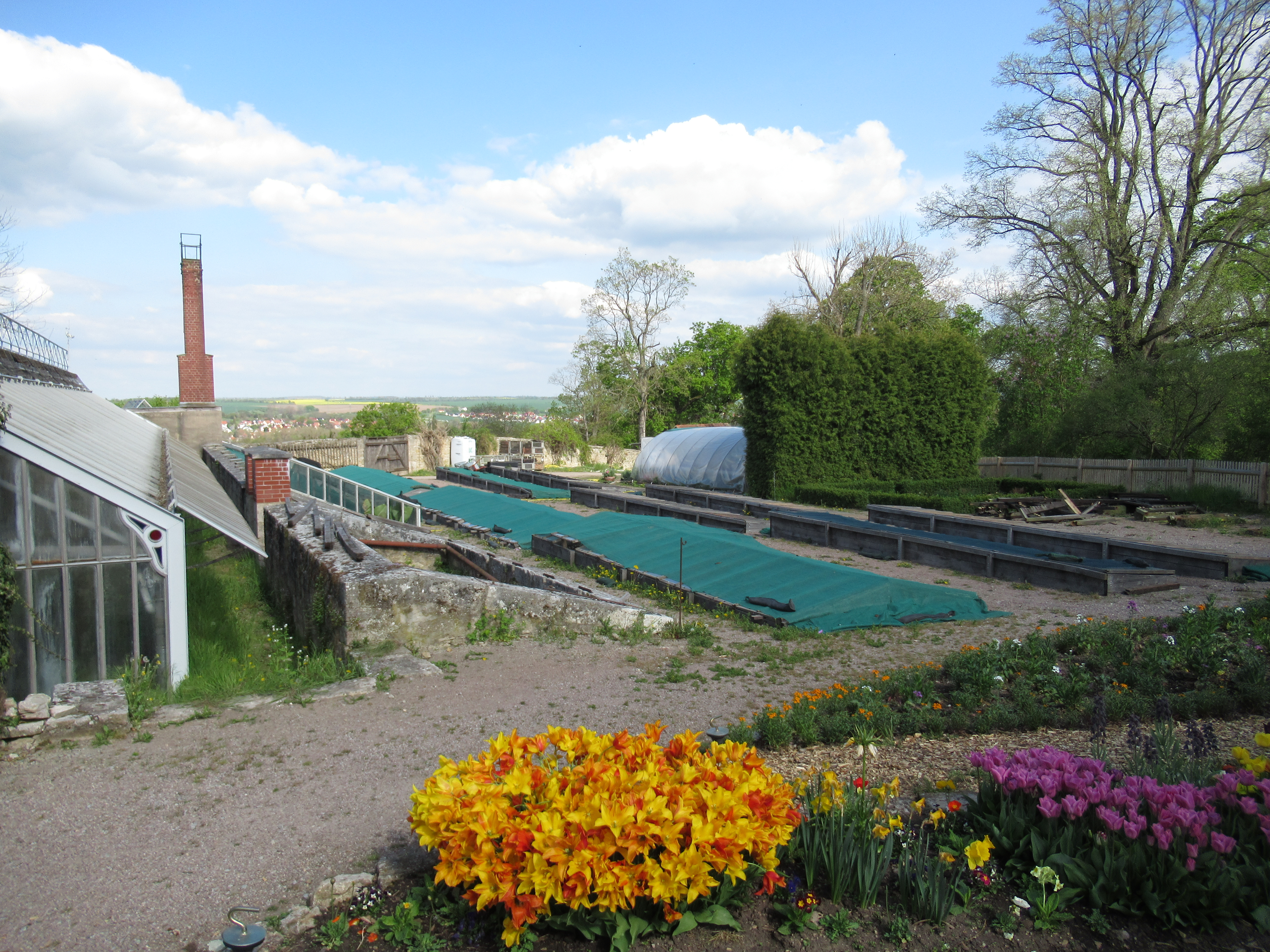
Gärtnerei Schloss Belvedere

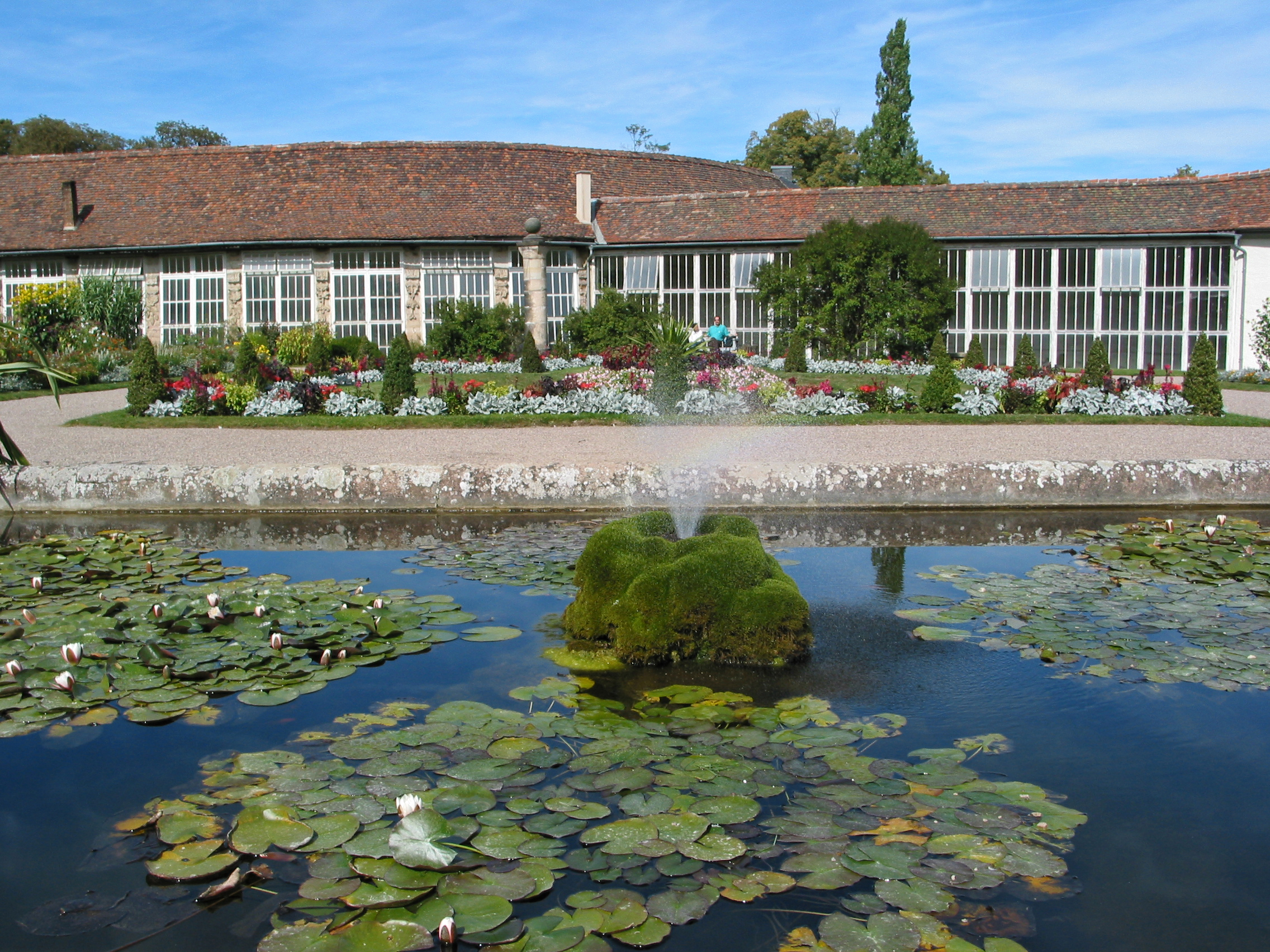
Orangerie bei der Gärtnerei des Schlosses Belvedere

Die Gärtnerei auf Belvedere bei Weimar ist bedeutend größer als die von dem Park an der Ilm, die sich im Bereich des Liszt-Hauses befindet, weil der Bedarf an Blumen viel größer ist als dort und nicht allein durch die Orangerien gedeckt werden kann.
Die Gründung der Gärtnerei dürfte um das Jahr 1730 geschehen sein. Der Hofgärtner Johann David Gentzsch wurde 1730 beauftragt Gärten anzulegen. Dazu benötigte man auch zahlreich Blumen.
Im Bereich des Bohrstockplatzes befinden sich einige große Gewächshäuser für die Blumenaufzucht. Einige davon sind sogenannte Erdenhäuser. Die meisten davon sind jedoch verschwunden. Diese wiederum vermochten Pflanzen in etwa 5 Fuß bzw. 1,5 Meter Tiefe überwintern zu lassen unter Nutzung der Erdwärme, sodass wenig oder keine sonstige Heizung benötigt wurde. Diese ab 1815 entstandenen Erdenhäuser wurden als Erfindung Carl Augusts gepriesen, war jedoch auf eine Anregung von 1814 zurückzuführen, als er in Belgien den Botaniker Louis Joseph Ghislain Parmentier getroffen hatte und in der Folge die Gewächshäuser in England gesehen hatte. Den Entwurf hierzu lieferte Carl Friedrich Christian Steiner. Die Arbeiten betreute sein Hofgärtner Johann Conrad Sckell. Man nutzte hierzu den nach Süden abfallenden Küchgarten.
Die die auf Belvedere angelegte Pflanzenvielfalt ermöglichte die Anlegung des Hortus Belvedereanus unter Leitung von August Wilhelm Dennstedt.
Es ist die Gärtnerei und die Orangerie ebenso wie der Bohrstockschuppen und das „Küchgartenhaus“ Teil des Denkmalensembles „Schloss und Schlosspark Belvedere“.

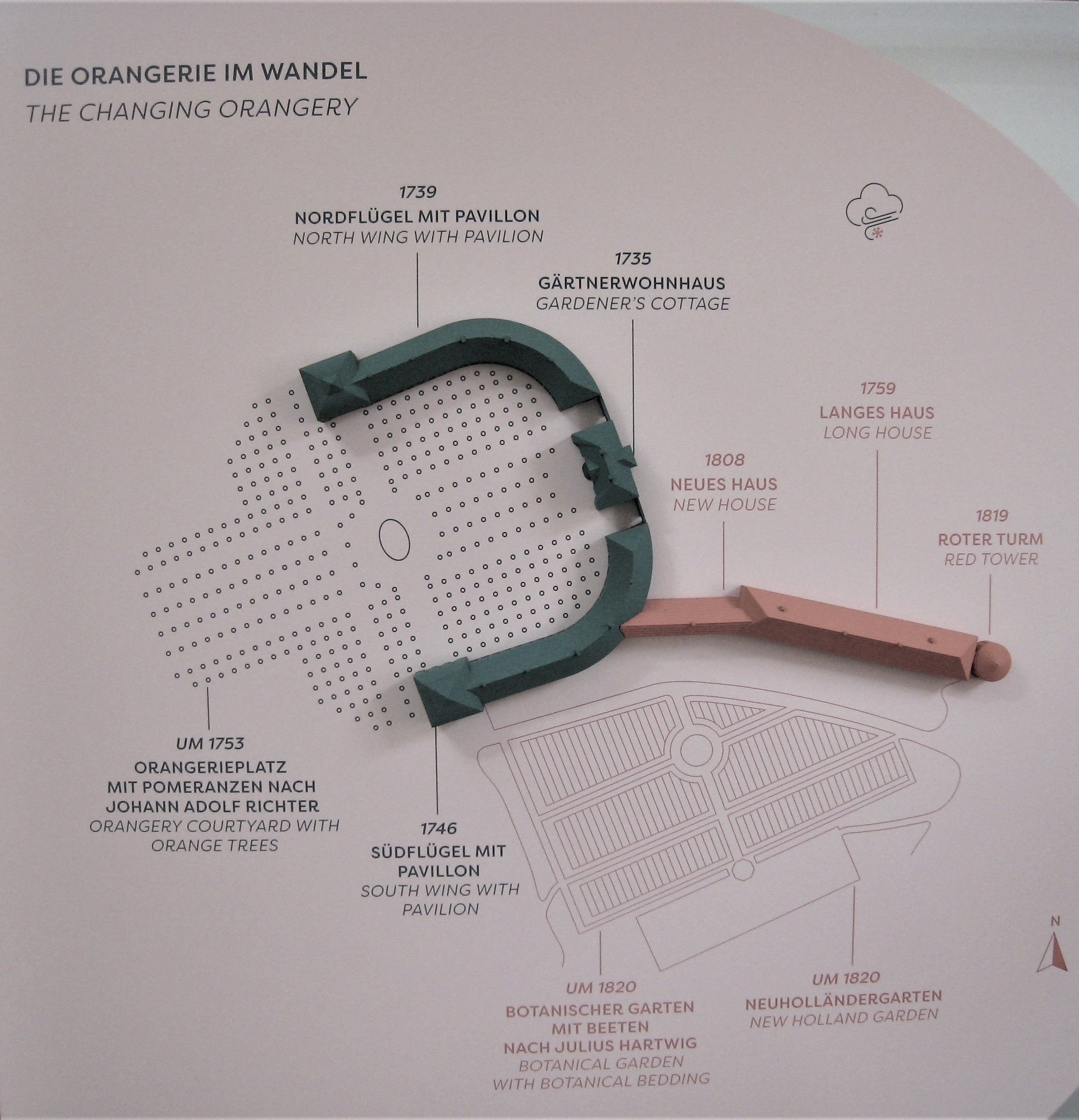
Übersichtsplan mit Bauphasen